# Carlos Sommervogel
Carlos Sommervogel (Strasburgo, 8 gennaio 1834 – Parigi, 4 marzo 1902) è stato un insegnante francese gesuita, autore della vasta ed erudita Bibliothèque de la Compagnie de Jèsus, dalla quale si sviluppò la Catholic Encyclopedia.

## Biografia
Nato a Strasburgo, suo padre fu Marie Maximillian Joseph Sommervogel e sua madre Hortense Blanchard. Dopo aver studiato al Liceo di Strasburgo, entrò nel noviziato dei gesuiti a Issenheim, in Alsazia, il 2 febbraio 1853; fu successivamente inviato a Saint-Acheul nei pressi di Amiens, per completare gli studi letterari.
Nel 1856 fu nominato assistente prefetto di disciplina e vice-bibliotecario del Collegio dell'Immacolata Concezione in rue Vaugirard a Parigi. Qui egli scoprì la sua vocazione letteraria. In quel periodo era in via di pubblicazione la Bibliothèque di Augustin e di Aloys de Backer, ed egli, notando in essa errori e omissioni, portò a termine un esame sistematico dell'intera opera.